# Ластівка заїрська
Ластівка заїрська (Riparia congica) — вид горобцеподібних птахів родини ластівкових (Hirundinidae).

## Поширення
Вид поширений лише вздовж річки Конго та її притоки Убангі на кордоні Республіки Конго та Демократичної Республіки Конго. Його також спостерігали вздовж річки Санга в Республіці Конго, але статус цих спостережень невідомий. Бродячих птахів також спостерігали в Центральноафриканській Республіці. Середовищем проживання цього виду є лісисті річки з піщаними берегами для розмноження.

## Опис
Довжина тіла близько 11 см. Голова і верхня частина тіла сіро-бурого кольору, крила і майже квадратний хвіст темно-коричневі. Верхня частина грудей світло-коричнева, решта нижня частина біла.